# Дебеляк
Дебеляк (хорв. Debeljak) — населений пункт у Хорватії, у Задарській жупанії у складі громади Сукошан.

## Населення
Населення за даними перепису 2011 року становило 919 осіб.
Динаміка чисельності населення поселення:

## Клімат
Середня річна температура становить 14,24 °C, середня максимальна – 28,08 °C, а середня мінімальна – 0,78 °C. Середня річна кількість опадів – 856 мм.
| Клімат поселення                              | Клімат поселення | Клімат поселення | Клімат поселення | Клімат поселення | Клімат поселення | Клімат поселення | Клімат поселення | Клімат поселення | Клімат поселення | Клімат поселення | Клімат поселення | Клімат поселення | Клімат поселення |
| Показник                                      | Січ.             | Лют.             | Бер.             | Квіт.            | Трав.            | Черв.            | Лип.             | Серп.            | Вер.             | Жовт.            | Лист.            | Груд.            |                  |
| Середній максимум, °C                         | 10,79            | 11,38            | 14,20            | 17,37            | 22,04            | 25,73            | 28,08            | 27,60            | 23,62            | 19,31            | 14,04            | 11,11            |                  |
| Середня температура, °C                       | 5,79             | 6,39             | 9,20             | 12,36            | 17,04            | 20,73            | 24,01            | 23,54            | 19,55            | 15,24            | 9,98             | 7,04             |                  |
| Середній мінімум, °C                          | 0,78             | 1,38             | 4,20             | 7,35             | 12,04            | 15,72            | 19,94            | 19,48            | 15,50            | 11,19            | 5,90             | 2,99             |                  |
| Норма опадів, мм                              | 73               | 62               | 65               | 71               | 64               | 54               | 31               | 49               | 94               | 102              | 101              | 90               |                  |
| Середньомісячна швидкість вітру, м/с          | 2.79             | 2.91             | 3.09             | 2.97             | 2.57             | 2.38             | 2.40             | 2.28             | 2.48             | 2.60             | 3.15             | 3.05             |                  |
| Середньомісячна сонячна радіація, кДж/м²·день | 5029             | 7768             | 11492            | 16303            | 20555            | 22790            | 24390            | 21245            | 15689            | 9977             | 5490             | 4336             |                  |
| --------------------------------------------- | ---------------- | ---------------- | ---------------- | ---------------- | ---------------- | ---------------- | ---------------- | ---------------- | ---------------- | ---------------- | ---------------- | ---------------- | ---------------- |
| Джерело:                                      |                  |                  |                  |                  |                  |                  |                  |                  |                  |                  |                  |                  |                  |